# 労働なんかしないで 光合成だけで生きたい
『労働なんかしないで 光合成だけで生きたい』（ろうどうなんかしないでこうごうせいだけでいきたい）は、スガシカオの11枚目のオリジナル・アルバム。

## 概要
前作の『THE LAST』から3年3か月ぶりの新作。
スガ自身前作を作り終えてデビュー20周年にあてた主催イベント【スガフェス!】の開催、アジアツアーなど多忙な日々を送っていたが、それらを全て終え、時間が経ったある日、電車内でサラリーマンや女子高生がイヤホンで音楽を聴いてる姿を見た時「あのイヤホンの中で鳴っている音を想像してみよう」・「聴いてる誰かのために作ってみよう」と初めて思い、楽曲「スターマイン」が出来てからはどんどん曲が出来たという。アルバムタイトル・表題曲は、誰かが会話の中で言った言葉からスガ抜き出したもので、出来上がった曲に当てはめたらぴったりだったそう。「黄昏ギター」にkokuaが参加。2012年から2018年までに発表した8曲のミュージック・ビデオと特典映像を収めたDVD付初回限定盤と通常盤の2形態で発売。

## タイアップ
- 「遠い夜明け」…テレビ東京系ドラマBiz『よつば銀行 原島浩美がモノ申す!〜この女に賭けろ〜』主題歌

## 収録曲

### CD
特記以外全作詞・作曲：スガシカオ／作詞：スガシカオ・Mummy-D（6）
編曲：スガシカオ・湯本淳希（1）冨田恵一（2,7）釣俊輔（3,6）スガシカオ（4）田中義人（5）武部聡志（8）森俊之・金子隆博（9）間宮工（10）
1. 労働なんかしないで 光合成だけで生きたい（4:22）[2]
2. 遠い夜明け（4:53）[2]
3. あんなこと、男の人みんなしたりするの?（4:04）[2]
4. am 5:00（3:12）[2]
5. おれだってギター1本抱えて田舎から上京したかった（4:02）[2]
6. ドキュメント2019 feat.Mummy-D（3:55）[2]
7. スターマイン（4:21）[2]
8. 黄昏ギター（4:23）[2]
9. マッシュポテト&ハッシュポテト（4:32）[2]
10. 深夜、国道沿いにて（4:25）[2]

### DVD
※初回限定盤のみ収録
- 「SUGA SHIKAO MUSIC VIDEO 2012-2018」

1. Re:you
2. アイタイ
3. アストライド
4. あなたひとりだけ 幸せになることは 許されないのよ
5. 真夜中の虹
6. 大晦日の宇宙船
7. 雨ノチ晴レ
8. トワイライト★トワイライト

- 「ぶらり途中下船できない旅」

## 演奏
- スガシカオ
  - Vocal
  - Bass (#1)
  - Acoustic Guitar (#3.10)
  - Guitar (#4.9)
  - Programming & All Other Instruments (#1.4)
- DURAN：Guitar (#1.6)
- FUYU：Drums (#1.10)
- FIRE HORNS：Horns (#1.3.10)
- Atsuki
  - Trumpet (#1.3)
  - Horn Arrangement (#1)
  - Flugelhorn (#10)
- Juny-a：Alto Sax (#1.3)
- Tocchi：Trombone (#1.3.10)
- 冨田恵一：Instruments & Treatments (#2.7)
- 山本拓夫：Horns, Tenor Sax (#2)
- 竹野昌邦：Alto Sax (#2)
- 鈴木正則：Trumpet (#2)
- 中川英二郎：Trombone (#2)
- 釣俊輔
  - Electric Guitar (#3)
  - Programming & All Other Instruments (#3.6)
- 田中義人
  - Guitar (#4.5)
  - Programming & All Other Instruments (#5)
- 沼澤尚：Drums (#5-9)
- Mummy-D (RHYMESTER)：Rap (#6)
- ハマ・オカモト：Bass (#6)
- 白根佳尚：Drums (#6)
- 今野均ストリングス：Strings (#6.8)
- 今野均：1st Violin (#6.8)
- 漆原直美
  - 2nd Violin (#6)
  - 1st Violin (#8)
- 水野由紀：Cello (#6)
- 小倉博和：Guitar (#8)
- 根岸孝旨：Bass (#8)
- 屋敷豪太：Drums (#8)
- 武部聡志：Keyboards (#8)
- 白澤美佳、芹田碧：1st Violin (#8)
- 中島知恵、中島優紀、森本安弘、渡邉栞：2nd Violin (#8)
- 鈴村大樹、長石篤志：Viola (#8)
- 岩永知樹、友納真緒：Cello (#8)
- 松原秀樹：Bass (#9)
- 森俊之：Keyboards (#9)
- BIG HORNS BEE：Horns (#9)
- 佐々木史郎：1st Trumpet (#9)
- 小林太：2nd Trumpet (#9)
- 河合わかば：Trombone (#9)
- 石川周之介：Tenor Sax (#9)
- 織田浩司：Baritone Sax (#9)
- 金子隆博：Horn Arrangement (#9)
- 間宮工：Electric Guitar, Programming & All Other Instruments (#10)